# Liste der Kulturdenkmäler in Nausis (Neukirchen)
Die folgende Liste enthält die in der Denkmaltopographie ausgewiesenen Kulturdenkmäler auf dem Gebiet des Ortsteils Nausis der  Stadt Neukirchen, Schwalm-Eder-Kreis, Hessen.
Hinweis: Die Reihenfolge der Denkmäler in dieser Liste orientiert sich an der Anschrift, alternativ ist sie auch nach der Bezeichnung oder der Bauzeit sortierbar.
Kulturdenkmäler werden fortlaufend im Denkmalverzeichnis des Landes Hessen durch das Landesamt für Denkmalpflege Hessen auf Basis des Hessischen Denkmalschutzgesetzes (HDSchG) geführt. Die Schutzwürdigkeit eines Kulturdenkmals hängt nicht von der Eintragung in das Denkmalverzeichnis des Landes Hessen oder der Veröffentlichung in der Denkmaltopographie ab.

| Bild            | Bezeichnung                           | Lage                                                 | Beschreibung                                                  | Bauzeit                    | Daten |
| --------------- | ------------------------------------- | ---------------------------------------------------- | ------------------------------------------------------------- | -------------------------- | ----- |
| Bild gesucht BW | Wohnhaus Grenftalstraße 19            | Grenftalstraße 19 LageFlur: 8, Flurstück: 19         |                                                               | 1908                       |       |
| Bild gesucht BW | Hofanlage Grenftalstraße 25           | Grenftalstraße 25 LageFlur: 8, Flurstück: 23/1       |                                                               | um 1800                    |       |
| Bild gesucht BW | Ernhaus Grenftalstraße 29             | Grenftalstraße 29 LageFlur: 8, Flurstück: 28/1       |                                                               | Mitte des 18. Jahrhunderts |       |
| Bild gesucht BW | Erntennenhaus Immichenhainer Straße 1 | Immichenhainer Straße 1 LageFlur: 8, Flurstück: 58   |                                                               | Mittleres 19. Jahrhundert  |       |
| Bild gesucht BW | Ernhaus Immichenhainer Straße 2       | Immichenhainer Straße 2 LageFlur: 8, Flurstück: 59   |                                                               | um 1800                    |       |
| Bild gesucht BW | Brücke                                | Immichenhainer Straße LageFlur: 8, Flurstück:        | Zweibogige Sandsteinbrücke über die Grenff mit Wellenbrechern | Frühes 19. Jahrhundert     |       |
| Bild gesucht BW | Evangelische Filialkirche             | Immichenhainer Straße 7 LageFlur: 9, Flurstück: 22   |                                                               | 1905                       |       |
| Bild gesucht BW | Wohnhaus Immichenhainer Straße 9      | Immichenhainer Straße 9 LageFlur: 9, Flurstück: 24/1 |                                                               | um 1900                    |       |
| Bild gesucht BW | Fachwerkhaus Schorbacher Weg 1        | Schorbacher Weg 1 LageFlur: 8, Flurstück: 27         | Die frühere Kirche wird seit 1903 als Wohnhaus genutzt        | Um 1750                    |       |
| Bild gesucht BW | Enhaus Winechröder Straße 2           | Wincheröder Straße 2 LageFlur: 9, Flurstück: 16/5    |                                                               | Mitte des 18. Jahrhunderts |       |

## Ehemalige Kulturdenkmäler
| Bild            | Bezeichnung                                   | Lage                                         | Beschreibung                                                   | Bauzeit | Daten |
| --------------- | --------------------------------------------- | -------------------------------------------- | -------------------------------------------------------------- | ------- | ----- |
| Bild gesucht BW | Altenteiler einer Hofanlage Grenftalstraße 23 | Grenftalstraße 23 LageFlur: 8, Flurstück: 21 | Wurde abgebaut und soll im Hessenpark wieder aufgebaut werden. | 1820    |       |